# Hold It Down
Hold It Down – trzeci studyjny album amerykańskiej grupy hip-hopowej Das EFX.

## Lista utworów
1. "Intro (Once Again)" – 1:08
2. "No Diggedy" – 4:03
3. "Knockin' Niggaz Off"	 – 3:24
4. "Here We Go" – 4:05
5. "Real Hip Hop [Original Version]" – 4:09
6. "Here It Is" – 4:59
7. "Microphone Master" – 4:30
8. "40 & A Blunt" – 3:17
9. "Buck-Buck" – 3:12
10. "Intro" – 0:09
11. "Can’t Have Nuttin'" – 5:34
12. "Alright" – 4:23
13. "Hold It Down" – 4:47
14. "Dedicated" – 3:46
15. "Ready To Rock Rough Rhymes" (feat. Chris Charity & Derek Lynch) – 4:34
16. "Represent The Real" (fat. KRS-One) – 3:19
17. "Comin' Thru" – 3:32
18. "Hardcore Rap Act" – 4:30
19. "Bad News" (feat. PMD) – 2:20
20. "Real Hip Hop [Pete Rock Remix]" – 3:58

## Sample
- "No Diggedy"
  - Daly-Wilson Big Band – "Dirty Feet"
  - Roy Ayers – "Hummin'"
- "Here We Go"
  - Ike & Tina Turner – "Cussin', Cryin' and Carryin' On"
- "Real Hip Hop"
  - Joe Tex – "Papa Was Too"
  - Norman Connors – "The Creator Has a Master Plan"
- "Here It Is"
  - Nina Simone – "Blue Prelude"
- "Microphone Master"
  - The Magic Disco Machine – "Scratchin'"
- "Hardcore Rap Act"
  - The Whatnauts – "Why Can’t People Be Colors Too"
  - King Just – "Warrior’s Drum"
  - Eric B. & Rakim – "I Ain’t No Joke"
  - LL Cool J – "Mama Said Knock You Out"
  - EPMD – "I’m Mad"
- "Represent the Real Hip Hop"
  - Da Bush Babees – "We Run Things (It's Like Dat)"
- "Real Hip Hop [Pete Rock Remix]"
  - Gershon Kingsley – "Rebirth"
  - MC Shan – "The Bridge"
- "Buck-Buck"
  - Billy Squier – "The Big Beat"
- "Alright"
  - Lou Donaldson – "Ode To Billie Joe"
- "40 & a Blunt"
  - Fab 5 Freddy – "Change The Beat (Female Version)"
  - Brand Nubian – "Slow Down"
- "Ready To Rock Rough Rhymes"
  - EPMD – "Hardcore"
- "Dedicated"
  - Grover Washington Jr. – "Lock It In the Pocket"
- "Comin' Thru"
  - Iron Butterfly – "Get Out of My Life, Woman"
- "Hold It Down"
  - Quincy Jones – "Slum Creeper"